# Ana María Yabar Sterling
Ana Yabar Sterling (Pamplona, 7 de septiembre de 1948) es una abogada, profesora, economista, política española.  

## Biografía

### Carrera docente
Tras licenciarse en Derecho en la Universidad de Navarra, se traslada a Madrid. Allí obtiene los doctorados en Derecho (1974) y en Economía (1976) por la Universidad Complutense de Madrid. Es catedrática de Economía política y Hacienda pública en la Universidad Complutense.

### Carrera política
Políticamente, se vinculó al Partido Liberal, y fue escogida diputada por las filas de la Coalición Popular para la provincia de Valencia a las elecciones generales de España de 1986. Cuando se rompió la coalición, pasó al Centro Democrático y Social de Adolfo Suárez. En las elecciones de 1989 ya no se presentó y continuó con su labor académica y la publicación de libros.

## Algunas publicaciones
- Hacienda pública. Volumen 1316 de Unidades Didácticas. Con César Albiñana García Quintana. Editor Universidad Nacional de Educación a Distancia, 111 pp. ISBN 8436202147 (1974)

- El sector público en España: un análisis cuantitativo de política fiscal. 294 pp. ISBN 8471960397 (1977)

- Política fiscal y neutralidad presupuestaria. Estudios de Hacienda Pública. Editor Instituto de Estudios Fiscales, 201 pp. ISBN 8471960621 (1977)

- Un futuro para la economía española (1978)

- La actividad financiera de los municipios de Navarra (1979)

- La actividad financiera de los municipios de Navarra. Con José María San Martín, y Javier Marín Ordoqui. Editor Diputación Foral de Navarra, 386 pp. ISBN	8423504271 (1979)

- La distribución funcional de la renta en España y en la Comunidad Económica Europea. 213 pp. ISBN 8485719301 (1982)

- La economía de Cantabria: estructura actual y perspectiva de futuro. Editor Gobierno de Cantabria, Consejería de Economía, Hacienda y Comercio, 242 pp. ISBN 8450520835 (1985)

- Fiscalidad ambiental. Monografía Derecho financiero y tributario. Edición	ilustrada de Cedecs, 527 pp. ISBN 8495027089 (1998)

- La protección fiscal del medio ambiente: aspectos económicos y jurídicos. Monografías Jurídicas/Marcial Pons Series. Monografías jurídicas. Con Ángel Baena Aguilar. Edición ilustrada de Marcial Pons, 453 pp. ISBN 8472489302 (2002)

- Cambio climático: planteamientos y análisis desde una perspectiva multidisciplinar (2005)[1]

- Política ambiental y ordenación del territorio urbano en la Unión Europea y España, pp. 14-36. En: Nuevas tendencias en la ordenación del territorio. 350 pp. ISBN 978-84-692-6725-7 Libro en línea (enlace roto disponible en Internet Archive; véase el historial, la primera versión y la última).

## Honores
- 2006: nombrada Directora del Instituto Universitario de Ciencias Ambientales (IUCA).[2][3]
- presidenta del Comité Científico Español (CCE) del IHDP.[4]
- 2011: copresidenta de la 12.ª Conferencia Global de Tributación Ambiental (12th GCET), Madrid del 20 al 21 de octubre de 2011.[5]